# Lagynochthonius medog
Espèce
Lagynochthonius medog est une espèce de pseudoscorpions de la famille des Chthoniidae.

## Distribution
Cette espèce est endémique du Tibet en Chine. Elle se rencontre dans le xian de Mêdog.

## Description
Les mâles mesurent de 1,08 à 1,14 mm et les femelles de 1,21 à 1,35 mm.

## Publication originale
- Zhang & Zhang, 2014 : Two new species of the pseudoscorpion genus Lagynochthonius from China (Pseudoscorpiones: Chthoniidae). Entomologica Fennica, vol. 25, no 4, p. 170-179.